# Carl Douglas
Carl Douglas (Kingston, 1942. május 10. –) jamaicai énekes.

## Élete
Gyermekéveit szülőhazájában és Kaliforniában töltötte. Fiatalon lehetősége nyílt arra, hogy Angliába utazzon megtanulni a hangmérnöki szakma minden fogását. 1964-ben megalapította a Big Stampede nevű együttesét, amellyel néhány kislemezt is készített. Két évvel később Spanyolországban a The Explosion nevű formációt hívta életre. Végül visszatért Angliába, ahol csatlakozott a Gonzales együtteshez, és a Pye Records lemezcég háttérénekese lett. 1972-ben az indiai származású producerrel, Bidduval  közösen készítette a Richard Roundtree főszereplésével forgatott Embassy című film zenéjét. Két évvel később Biddunak sürgősen szüksége volt egy énekesre, hogy lemezre vegye Larry Weiss I Want to Give You My Everything című szerzeményét. A kislemez „B” oldalára azonban gyorsan írni kellett egy másik dalt. Biddu melódiát komponált Douglas szövegére, melyet az akkoriban divatos kung fu filmek (például Bruce Lee A Sárkány közbelép című sikeres mozifilmje és David Carradine Kung Fu című népszerű tévésorozata) ihletett. Állítólag alig 10 perc alatt vették fel a Kung Fu Fighting című dalt. A Pye Records azonban azt akarta, hogy ez a dal „A” oldalas kislemezként jelenjen meg. A felvétel óriási sláger lett, előbb Angliában, utána az Amerikai Egyesült Államokban is felkerült a slágerlista élére, de más országokban is a népszerűségi listák tetejét ostromolta: több mint 9 milliót adtak el belőle. A sikeren felbuzdulva a Pye Records szélsebesen felvett egy teljes albumra való anyagot az énekessel, ám sem a Kung Fu Fighter LP dalai, sem a későbbi Douglas-lemezek nem arattak már akkora sikert, mint a Kung Fu Fighting. A kisebb slágerek közül a hasonló hangzású Dance the Kung Fu, a Love, Peace and Happiness és a Run Back érdemel említést. Douglas évek óta a németországi Hamburgban él, ahol egy játék- és dokumentumfilmekkel, valamint hirdetésekkel foglalkozó céget vezet.

## Ismertebb lemezei

### Kislemezek, maxik
- 1966 Crazy Feeling
- 1967 Let the Birds Sing / Something for Nothing
- 1967 Nobody Cries / Serving a Sentence of Life
- 1968 Sell My Soul to the Devil / Good Hard Worker
- 1971 Do You Need My Love / Lean on Me
- 1973 Crazy Feeling / Keep It to Myself
- 1974 Blue Eyed Soul (Part 1) / Blue Eyed Soul (Part 2)
- 1974 Dance the Kung Fu / Changing Times
- 1974 Kung Fu Fighting / Gamblin’ Man
- 1975 Love, Peace and Happiness / What’s Good for the Goose
- 1976 Girl, You’re So Fine / Too Hot to Handle
- 1976 Shanghai / Girl, You’re So Fine
- 1977 Run Back / Runaway Bus
- 1978 Don’t You Mess with a Cupid / Good Hard Worker
- 1983 Stir a Little Sweetness / Hi Di Hi Lo
- 1986 Kung Fu Fighting (Grasshopper Mix) / Kung Fu Fighting (Instrumental Mix)
- 1986 Kung Fu Fighting (Grasshopper Mix) / Kung Fu Fighting (Original Version) / In Zaire (Johnny Wakelin felvétele)
- 1989 Kung Fu Fighting (12" Remixed 1989 Version) / Kung Fu Fighting (7" Remixed 1989 Version) / Kung Fu Fighting (Original Version) / Dance the Kung Fu
- 1998 Kung Fu Fighting (Radio Edit) / Throw Those Hands Up (Bus Stop featuring Carl Douglas)
- 1998 Kung Fu Fighting (Radio Edit) / Kung Fu Fighting (Extended Version) / Throw Those Hands Up / Chinese Sunset (Bus Stop featuring Carl Douglas)
- 2004 Kung Fu Fighting (Remixes 1)
- 2004 Kung Fu Fighting (Remixes 2)
- 2004 Kung Fu Fighting (Remixes 3)
- 2004 Kung Fu Fighting (Dub Drenched Soundscapes)

### Albumok
- 1974 Kung Fu Fighter
- 1976 Kung Fu Fighting and Other Great Love Songs (megegyezik a Kung Fu Fighter anyagával)
- 1977 Love, Peace and Happiness
- 1978 Keep Pleasing Me
- 1994 Kung Fu Fighting (válogatás)
- 1999 The Soul of the Kung Fu Fighter (válogatás)
- 2001 Kung Fu Fighting (válogatás)